# Byrd's Eye View
Byrd's Eye View è un album di Donald Byrd, pubblicato dalla Transition Records nel 1956. Il disco fu registrato il 2 dicembre 1955 in Harvard Square a Cambridge, Massachusetts (Stati Uniti).
Curiosa l'idea (successivamente adottata da altri anche in album di musica rock) di portare in uno studio di registrazione del pubblico vero, in modo da dare quasi un'impronta live al disco.

## Tracce
Lato A
1. Doug's Blues – 12:00 (Brano tradizionale)
2. El Sino – 10:00 (Harneefan, Mageed)

Lato B
1. Everything Happens to Me – 5:45 (Matt Dennis)
2. Hank's Tune – 7:46 (Hank Mobley)
3. Hank's Other Tune – 7:50 (Hank Mobley)

- In alcune versioni dell'album, Doug's Blues come autore del brano viene attribuito a Doug Watkins

Edizione CD del 2007, pubblicato dalla Toshiba EMI Records
1. Doug's Blues – 12:06 (Doug Watkins)
2. El Sino – 10:02 (Charles Greenlea)
3. Everything Happens to Me – 5:44 (Tom Adair, Matt Dennis)
4. Hank's Tune – 7:41 (Hank Mobley)
5. Hank's Other Tune – 7:28 (Hank Mobley)
6. Crazy Rhythm – 7:35 (Irving Caesar, Joseph Meyer, Roger Wolfe Kahn) – Bonus Track

## Musicisti
- Donald Byrd - tromba, arrangiamenti
- Joe Gordon - tromba (tranne nei brani: B1 e B3)
- Hank Mobley - sassofono tenore (tranne nel brano: A2), arrangiamenti
- Horace Silver - pianoforte, arrangiamenti
- Doug Watkins - contrabbasso
- Art Blakey - batteria

Brano CD Crazy Rhythm (registrato il 2 dicembre 1955 a Cambridge, Massachusetts)
- Donald Byrd - tromba
- Joe Gordon - tromba
- Horace Silver - pianoforte
- Doug Watkins - contrabbasso
- Art Blakey - batteria[6]